# Hans Geitel
Hans Friedrich Geitel (Braunschweig, 16 de julho de 1855 — Wolfenbüttel, 15 de agosto de 1923) foi um físico alemão.

## Publicações selecionadas
- Elster, Julius und Geitel, Hans: Versuche über Hyperphosphorescenz. Beiblätter zu den Annalen der Physik und Chemie, 21:455, 1897.
- Elster, Julius und Geitel, Hans: Über den Einfluß eines magnetischen Feldes auf die durch die Becquerelstrahlen bewirkte Leitfähigkeit der Luft. Verhandlungen der Deutschen Physikalischen Gesellschaft, 1:136-138, Mai 1899.
- Elster, Julius und Geitel, Hans: Ueber Ozonbildung an glühenden Platinflächen und das electrische Leitungsvermögen der durch Phosphor ozonisirten Luft. Annalen der Physik und Chemie, 275:321-331, 1890.
- Elster, Julius und Geitel, Hans: Versuche an Becquerelstrahlen. Annalen der Physik und Chemie, 302:735-740, 1898.